# Seahouses
Seahouses is een kustplaats in het bestuurlijke gebied Berwick-upon-Tweed, in het Engelse graafschap Northumberland. 